# Ryan McGowan
Ryan James McGowan (* 15. August 1989 in Adelaide) ist ein australischer Fußballspieler.

## Karriere
McGowan, dessen Eltern aus Glasgow stammen, spielte in seiner Jugend in Australien bei den Para Hills Knights und am South Australian Sports Institute, bevor er 2006 gemeinsam mit seinem Landsmann Rocco Visconte in das Jugendinternat des schottischen Klubs Heart of Midlothian wechselte. Im Nachwuchsteam der Hearts entwickelte sich McGowan zum Leistungsträger und wurde bald Kapitän der Jugendmannschaft und kam zudem regelmäßig im Reserveteam zum Einsatz.
Nachdem er im April 2008 klubintern zum U-19-Spieler des Jahres gewählt worden war und einen neuen Fünf-Jahres-Vertrag unterschrieben hatte, gab er am letzten Spieltag der Saison 2007/08 gegen den FC Gretna sein Pflichtspieldebüt für das Profiteam des Klubs. Im Oktober 2009 wurde McGowan an den Zweitligisten Ayr United verliehen und traf nur wenige Stunden nach Vollzug des Transfers beim 2:2-Unentschieden gegen den FC Dundee.
2008 gehörte McGowan zum australischen Aufgebot, das bei der U-19-Asienmeisterschaft das Halbfinale erreichte und dadurch die Qualifikation für die Junioren-WM 2009 in Ägypten schaffte. Bei der WM-Endrunde scheiterte Australien ohne Punktgewinn bereits in der Gruppenphase. McGowan kam nur im Auftaktspiel gegen Tschechien zum Einsatz, in dem er gegen Spielende wegen einer „Notbremse“ vom Platz gestellt wurde.